# Mordellaria zenchii
Mordellaria zenchii es una especie de coleóptero de la familia Mordellidae.

## Distribución geográfica
Habita en Japón.